# Centre for Evidence-Based Conservation
Das Centre for Evidence-Based Conservation (CEBC) ist eine Forschungseinrichtung der Bangor University. Es wurde 2003 mit dem Ziel gegründet, die Entscheidungsfindung im Naturschutz und Umweltmanagement zu unterstützen. 
Das CEBC fördert evidenzbasierte Praxis durch die Produktion und Verbreitung von systematischen Reviews, in denen sowohl die Effizienz des Managements, die Auswirkung von Politiken und die Auswirkungen der menschlichen Aktivitäten auf die natürliche Umwelt untersucht werden.